# Bustul dr. Daniel Danielopolu
Bustul dr. Daniel Danielopolu este opera sculptorului român Ion Jalea (1887 - 1983)
Bustul turnat în bronz este așezat pe un soclu înalt de beton placat cu granit cenușiu. Pe soclu este fixată o placă de marmură  pe care este următoarea inscripție:
| ACADEMICIAN PROF. DR. D. DANIELOPOLU 1884 - 1955 |

Daniel Danielopolu (12/25 aprilie 1884, București - 29 aprilie 1955, București) a fost un medic, fiziolog și farmacolog român, profesor universitar la facultatea de medicină din București. A studiat interdependența dintre sistemul nervos somatic și cel vegetativ, a creat metoda viscerografică în medicina experimentală și în clinică, a adus contribuții la patogenia și tratamentul anginei pectorale. Precursor al teoriei sistemelor biologice și al biociberneticei, promotor al farmacologiei nespecifice. Membru de onoare (din 1938) al Academiei Române.
Lucrarea este înscrisă în Lista monumentelor istorice 2010 - Municipiul București - la nr. crt. 2332, cod LMI B-III-m-B-20014.
Monumentul este amplasat în curtea Spitalului Filantropia situat pe Bulevardul Ion Mihalache 1-5, sector 1.